# Friedrich Ludwig von Kauffmann
Friedrich Ludwig von Kauffmann (* 17. Februar 1765 in Stuttgart; † 9. März 1843 in Urach) war ein württembergischer Oberamtmann.

## Leben und Beruf
Der Sohn eines Geheimen Rats studierte von 1783 bis 1785 an der Hohen Karlsschule in Stuttgart Rechtswissenschaften. Er begann seine berufliche Laufbahn 1785 bis 1788 als Sekretär bei der Herzoglichen Regierung in Stuttgart. 1788 bis 1811 war er Oberamtmann beim Oberamt Blaubeuren. 1811 wurde er „vom Amt cassirt“ und hatte sechs Monate Festungshaft abzusitzen. 1814 erhielt er die Stelle eines Stiftungsverwalters in Schorndorf, ab 1815 hatte er sämtliche Stiftungen der Oberämter Schorndorf, Waiblingen und Welzheim zu verwalten. Von 1819 bis 1831 war er wieder als Oberamtmann tätig, und zwar beim Oberamt Urach. 1831 trat Kauffmann in den Ruhestand.